# 2960 Ohtaki
A 2960 Ohtaki (ideiglenes jelöléssel 1977 DK3) a Naprendszer kisbolygóövében található aszteroida. Hiroki Kosai és Kiichiro Hurukawa fedezte fel 1977. február 18-án.